# Leonhard Fink
Leonhard Fink (* 15. Jänner 1982 in Wien) ist ein österreichischer bildender Künstler. Sein Œuvre wird hauptsächlich unter dem Gesichtspunkt Art brut rezipiert.

## Werk
Im Mittelpunkt des Schaffens von Leonhard Fink stehen kartografische Zeichnungen. Der Künstler schafft mit Bleistift großformatige Landkarten-Bilder, die einzelnen Ländern, Regionen oder Städten gewidmet sind. Fink gibt detailliert geografische Gegebenheiten wie Gebirge und Gewässer, aber auch Bebauungen und Verkehrsnetze wieder. Er wechselt dabei spielerisch zwischen verschiedenen Zeichenperspektiven, Zwei- und Dreidimensionalität des Dargestellten und unterschiedlichen Leserichtungen der Blätter, die sich durch Drehen des Blattes während des Zeichenprozesses ergeben. Seine dichten und komplexen kartografischen Werke ergänzt der Künstler zusätzlich durch Schriftelemente, die den Betrachterinnen und Betrachtern als Identifikations- und Orientierungshilfen dienen.

## Biografie und künstlerischer Werdegang
Leonhard Fink wurde am 15. Januar 1982 geboren und wuchs in Niederösterreich mit seinen Eltern und vier Geschwistern auf. Er besuchte die Hauptschule, kam dann mit 17 Jahren das erste Mal in psychiatrische Behandlung. Seit dem Jahr 2001 arbeitet Fink im offenen Atelier des Art/Brut Centers Gugging. Ab 2007 sind Darstellungen von Landkarten das Zentrum seines künstlerischen Schaffens. Seit 2017 lebt Fink im Haus der Künstler. Seine Werke sind Teil internationaler Ausstellungen und Sammlungen.

## Einzelausstellungen
- Leonhard Fink, Galerie Latal, Zürich.
- Galerie Yukiko Koide, Tokyo.

## Gruppenausstellungen (Auswahl)
- 2007: Kunst von Innen – Art Brut in Österreich, Museumsquartier, Freiraum / quartier 21, Wien.
- 2010: gugging from vienna, Atelier Herenplaats, Rotterdam.
- 2011: Hommage an die Art Brut, Galerie Rigassi, Bern.
- 2013: small formats.!, museum gugging, Maria Gugging.
- 2014: gugging meisterwerke.!, museum gugging, Maria Gugging.
- 2017: Living in Art Brut. 123 Works from the Hannah Rieger Collection, museumkrems, Krems[2]; orchestra rehearsal, Koelsch Gallery, Houston, USA.
- 2018–2021: gehirngefühl.! kunst aus gugging von 1970 bis zur gegenwart, museum gugging, Maria Gugging.[3]